# 福島飯坂インターチェンジ
福島飯坂インターチェンジ（ふくしまいいざかインターチェンジ）は、福島県福島市飯坂町平野にある、東北自動車道のインターチェンジ。
東日本高速道路株式会社東北支社福島管理事務所が供設されている。

## 道路
- E4 東北自動車道（22番）
- 接続する道路：国道13号
- ※ 米沢方面に向かう場合、並行する東北中央自動車道・福島大笹生IC - 米沢八幡原IC間には長大トンネルである栗子トンネルがあるため、危険物積載車両の通行は禁止されている。当該車両は当ICで降りて国道13号栗子峠を経由することとなる。

## 料金所
- ブース数：8

### 入口
- ブース数：3
  - ETC専用：1
  - 一般：2

### 出口
- ブース数：5
  - ETC専用：2
  - 一般：4

## 周辺
- 飯坂温泉・穴原温泉
- 福島県立福島北高等学校
- 国道13号バイパス（福島西道路）
- 福島北警察署
- 中野不動尊
- 福島交通飯坂線 平野駅
- JR東日本東北本線 東福島駅
- 福島トラックステーション
- イオン福島店

## 隣
E4 東北自動車道
(21)福島西IC - 吾妻PA - (21-1)福島JCT - (22)福島飯坂IC - (22-1)桑折JCT - (23)国見IC